# Celtia quadridentata
Celtia quadridentata är en kräftdjursart som först beskrevs av Baird 1850.  Celtia quadridentata ingår i släktet Celtia, och familjen Trachyleberididae. Arten har ej påträffats i Sverige.